# Sergentomyia cypriotica
Sergentomyia cypriotica är en tvåvingeart som först beskrevs av Adler 1946.  Sergentomyia cypriotica ingår i släktet Sergentomyia och familjen fjärilsmyggor. Inga underarter finns listade i Catalogue of Life.